# Yann Moulier-Boutang
Yann Moulier-Boutang (Boulogne, Hauts-de-Seine, França, 19 de juny de 1949) és un economista i assagista francès defensor de la renda bàsica universal, que justifica amb el seu llibre L'abeille et l'économiste (L'abella i l'economista), sostenint que tots els homes creen valor econòmic de la mateixa manera que les abelles polinitzen.
Yann Moulier-Boutang va participar el 1968 amb el Moviment 22 de març. Entre 1970 i 1975 estudia a l'Escola Normal Superior de París. El 1973 coneix a Toni Negri, qui influirà notablement en el seu treball.
Actualment és professor de ciències econòmiques a la Universitat de tecnologia de Compiègne, a França.

## Algunes publicacions
- Économie politique des migrations clandestines de main d'œuvre, Publisud, 1986
- Cent ans d'immigration : étrangers d'hier, Français d'aujourd'hui, in Cahiers de l'INED, 1991 (amb Michèle Tribalat, Jean-Pierre Garson, Roxane Silberman)
- Des entreprises pas comme les autres : Benetton en Italie, le Sentier à Paris, Publisud, 1993 (amb Maurizio Lazzarato iAntonio Negri)
- Le bassin de travail immatériel (BTI) dans la métropole parisienne : mutation du rapport salarial dans les villes du travail immatériel, L'Harmattan, 1996 (amb Antonella Corsani, Maurizio Lazzarato, Antonio Negri)
- De l'esclavage au salariat : économie historique du salariat bridé, PUF, 1998
- Le droit dans la mondialisation : une perspective critique, PUF, 2002 (amb Monique Chemillier-Gendreau)
- Le capitalisme cognitif : la nouvelle grande transformation. Ed. Amsterdam, 2007
- L'abeille et l'économiste. Ed. Carnets Nord, 2010